# 碎叶岩风
碎叶岩风（学名：Libanotis incana）是伞形科岩风属的植物。分布在俄罗斯以及中国大陆的新疆等地，生长于海拔1,300米的地区，常生于阳坡石隙中和石质山坡上，目前尚未由人工引种栽培。